# Rallidae
I Rallidi (Rallidae Vigors, 1825) sono una famiglia di uccelli dell'ordine Gruiformes. 
Questa famiglia mostra una considerevole diversità e comprende, tra gli altri, schiribille, folaghe e gallinelle. 

## Descrizione
I rallidi sono una famiglia piuttosto omogenea di uccelli terricoli di piccole e medie dimensioni. Variano in lunghezza da 12 a 63 cm e nel peso da 20 a 3000 g. Alcune specie hanno colli lunghi e in molti casi sono compresse lateralmente. 
Il becco è la caratteristica più variabile della famiglia: in alcune specie è più lungo della testa (come nel porciglione americano), ma può essere corto e largo (come nelle folaghe) o massiccio (come nei polli sultani). Alcune folaghe e gallinelle possiedono uno «scudo frontale», un'estensione carnosa che si estende alla parte superiore del becco; o scudo frontale più complesso è quello della folaga cornuta.
I ralli mostrano pochissimo dimorfismo sessuale sia nel piumaggio sia nelle dimensioni.
Le ali di tutti i rallidi sono corte e arrotondate.

## Biologia
In generale, i rallidi sono onnivori generici. Molte specie si nutrono di invertebrati, così come di frutta o germogli. Solamente poche specie sono esclusivamente vegetariane. I richiami dei rallidi variano molto e sono spesso molto elevati. Alcuni sono simili a un fischio o al richiamo di un'oca, mentre altri non assomigliano affatto a richiami di uccello. I richiami più elevati vengono usati nella vegetazione fitta o di notte, quando è più difficile individuare altri membri della propria specie. Alcuni richiami sono territoriali.
I membri più caratteristici della famiglia vivono tra la fitta vegetazione degli ambienti umidi, nei pressi di laghi, paludi e fiumi. I loro habitat preferiti sono i canneti. Sono onnivori e quelli che migrano si spostano di notte: la maggior parte dei nidi è situata tra la fitta vegetazione. In generale, sono uccelli timidi e riservati, difficili da osservare. La maggior parte delle specie cammina e corre vigorosamente su zampe robuste, munite anche di lunghe dita ben adattate a muoversi su superfici soffici e instabili. Tendono ad avere ali corte e arrotondate e, sebbene siano generalmente goffi volatori, sono tuttavia in grado di ricoprire lunghe distanze. Le specie insulari spesso hanno perso la capacità di volare e molte di queste sono ora estinte in seguito all'introduzione di predatori terrestri, come gatti, ratti e maiali.
Molte specie abitanti dei canneti sono riservate (anche se emettono forti richiami), crepuscolari e hanno corpi appiattiti lateralmente. Nel Vecchio Mondo, le specie dal becco lungo tendono a essere chiamate «ralli» (Rails) e quelle dal becco corto «schiribille» (Crakes). Le specie nordamericane vengono chiamate normalmente «ralli» indifferentemente dalla lunghezza del becco. La più piccola tra queste specie è il rallo di Swinhoe, lungo 13 cm e pesante 25 grammi. Alle specie più grandi vengono anche assegnati altri nomi. Le nere folaghe sono più adattate alle acque aperte dei loro parenti, tra cui ricordiamo, tra le specie più grandi, le gallinelle e i polli sultani. La specie più grande di questo gruppo è il takahe, lungo 65 cm e pesante 2,7 kg.
I ralli hanno subito in diversa maniera i cambiamenti portati dall'uomo all'ambiente e si stima che a causa di questi si siano estinte alcune centinaia di specie di ralli insulari. Alcune specie insulari di rallo continuano ad essere minacciate e le organizzazioni conservative e i governi sono tuttora all'opera per impedire la loro estinzione.

### Riproduzione
Il comportamento riproduttivo di molti rallidi è poco noto o sconosciuto. Si ritiene che la maggior parte delle specie sia monogama, sebbene si siano riscontrati anche casi di poliginia e poliandria.
Quasi tutti, comunque, depongono tra le cinque e le dieci uova. Sono note anche nidiate di più di quindici uova.
Dopo la schiusa, che non sempre avviene nello stesso momento per tutti i membri della covata, i piccoli lasciano il nido pochi giorni dopo. Essi dipendono dai genitori fin quando non raggiungono la maturità, a circa un mese di età.

### Volo

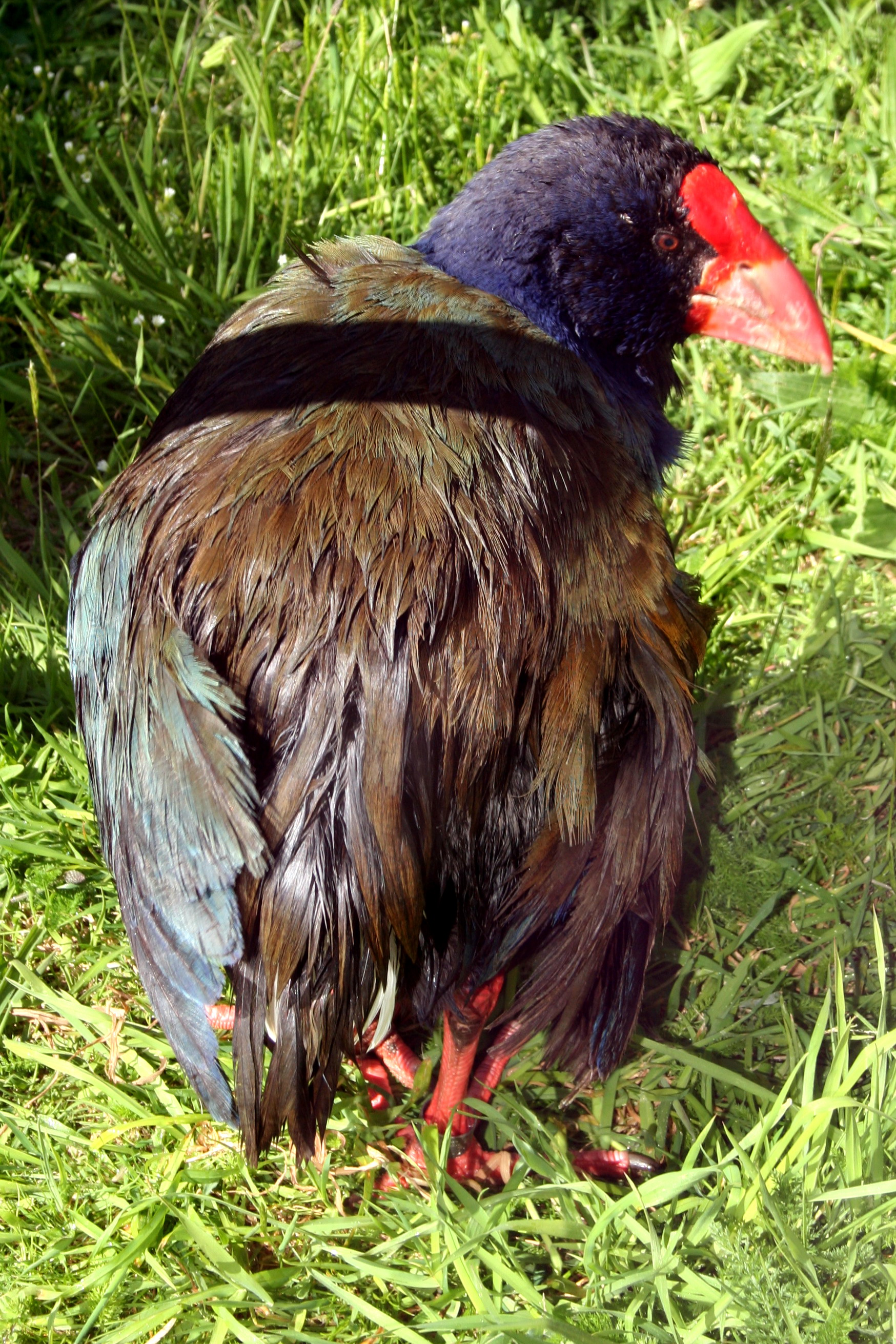
Un takahe (Porphyrio hochstetteri) visto da dietro mostra le remiganti corte, soffici e piumose tipiche dei ralli incapaci di volare.

Il volo delle specie in grado di volare, sebbene non sia molto potente, può sostenere questi uccelli per lunghi periodi di tempo e molte specie intraprendono migrazioni annuali. La debolezza del loro volo, comunque, comporta che non sempre siano in grado di seguire la rotta migratoria, e infatti si perdono spesso, caratteristica che ha permesso loro di colonizzare molte remote isole oceaniche. Tuttavia, questi uccelli preferiscono spesso correre piuttosto che volare (soprattutto all'interno del loro fitto habitat). Alcuni perdono anche la capacità di volare durante il periodo di muta.
Molti ralli insulari sono incapaci di volare poiché il loro habitat ha eliminato spesso il bisogno di volare o di spostarsi su lunghe distanze. Il volo necessita notevole energia: nei rallidi le carenature e i muscoli atti al volo pesano infatti un quarto del peso totale dell'animale. La riduzione dei muscoli atti al volo, insieme alla conseguente perdita di richiesta metabolica, riduce la spesa energetica dei ralli incapaci di volare. Per questa ragione la perdita del volo rende più facile la sopravvivenza e la colonizzazione di isole su cui le risorse sono limitate. Nei ralli insulari la perdita del volo può essersi evoluta rapidamente; la schiribilla di Laysan impiegò qualcosa come 125 000 anni per perdere la capacità di volare e sviluppare dei moncherini alari utilizzati solamente per bilanciare il movimento durante una rapida corsa.

## Distribuzione e habitat
I rallidi vivono in ogni continente, a eccezione dell'Antartide. Molte specie vivono in zone umide, ma membri di questa famiglia si incontrano in ogni habitat terrestre, a eccezione dei deserti secchi, delle regioni polari e delle aree alpine al di sopra del limite delle nevi. Ne esistono numerose specie insulari. Si trovano soprattutto nelle paludi e nelle fitte foreste.

## Tassonomia
I rallidi, assieme ad altre cinque famiglie (Sarotruridi, Eliornitidi, Psofiidi, Gruidi e Aramidi), appartengono all'ordine dei Gruiformi.
Secondo la classificazione del Congresso Ornitologico Internazionale (2021) la famiglia comprende i seguenti generi e specie:
- Genere Canirallus Bonaparte, 1856
  - Canirallus oculeus (Hartlaub, 1855) - rallo golagrigia

- Genere Mustelirallus Bonaparte, 1856

Porciglione europeo (Rallus aquaticus)

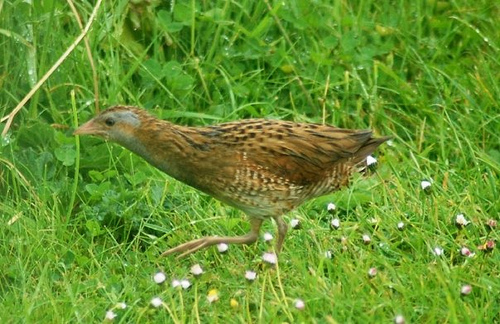
Re di quaglie (Crex crex)

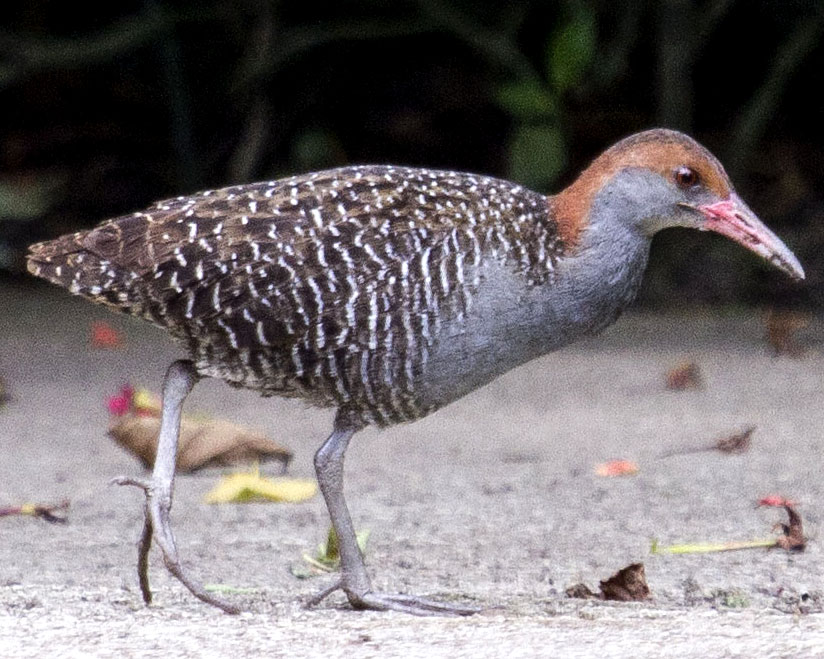
Rallo pettoblu (Lewinia striata)

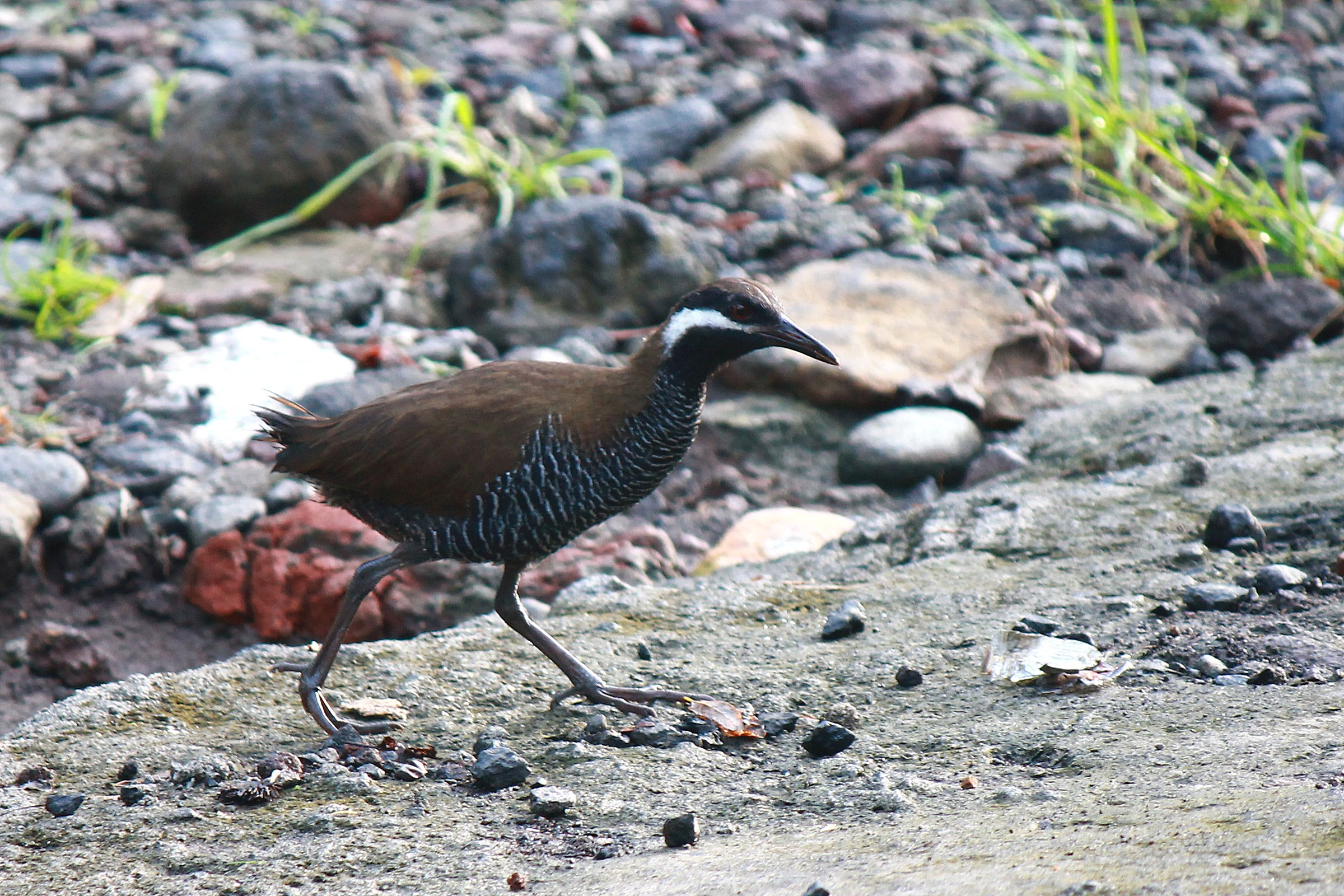
Rallo barrato (Hypotaenidia torquata)

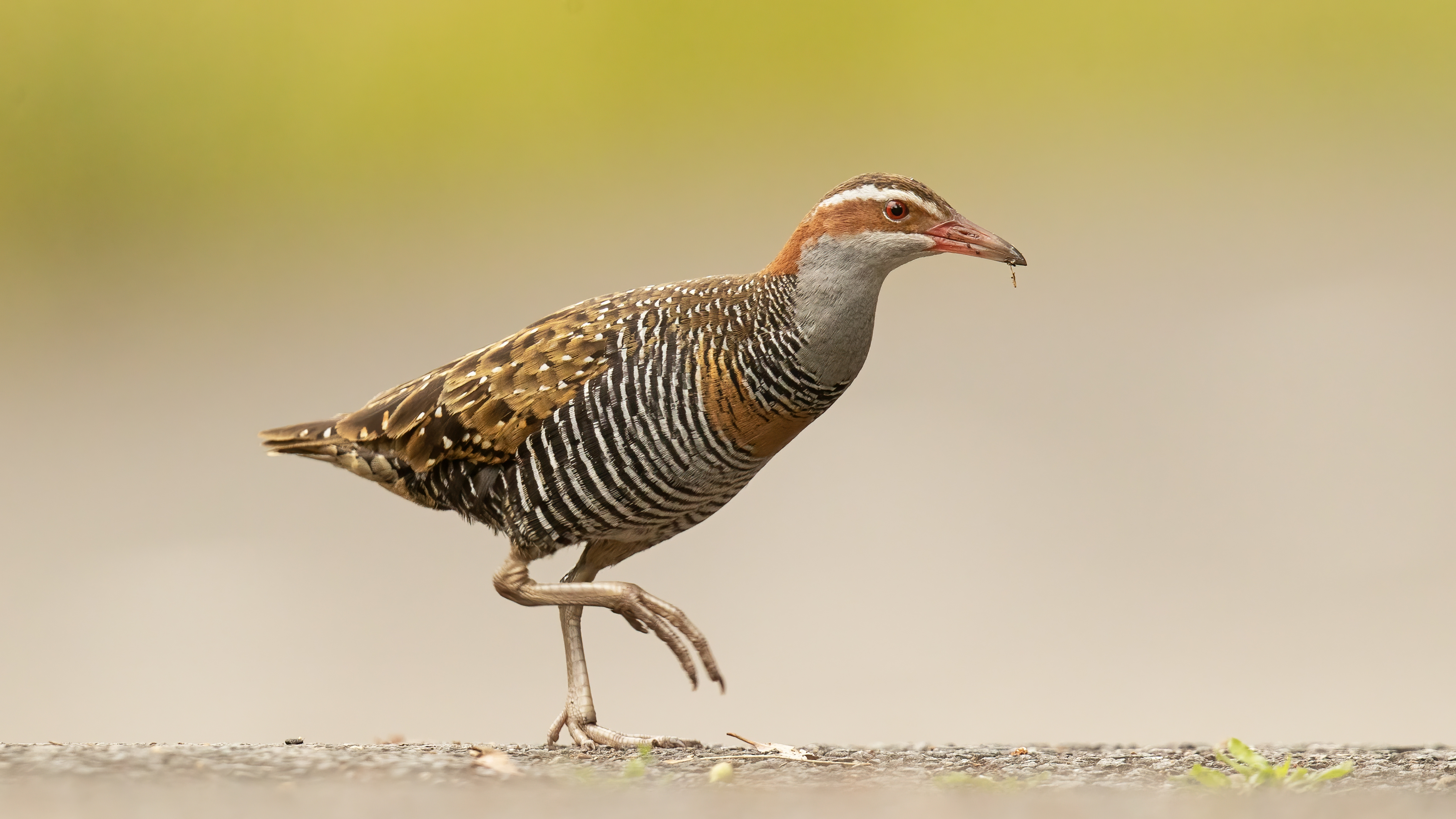
Rallo delle Filippine (Hypotaenidia philippensis)

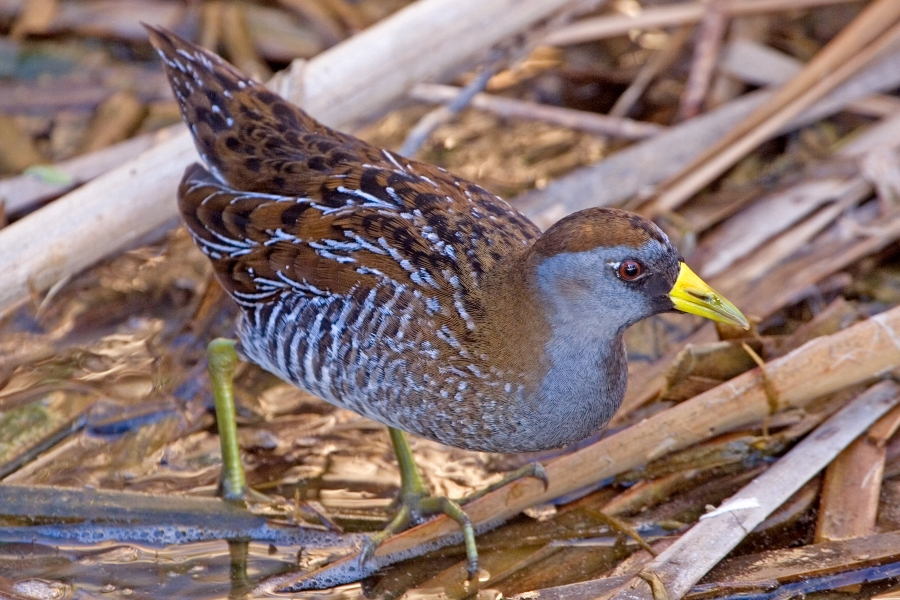
Voltolino americano (Porzana carolina)

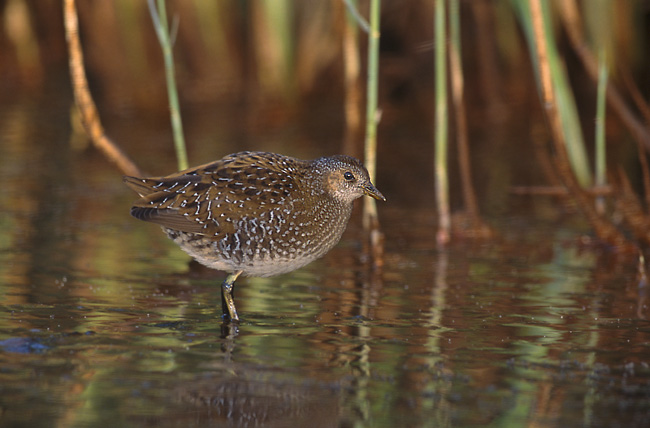
Voltolino eurasiatico (Porzana porzana)

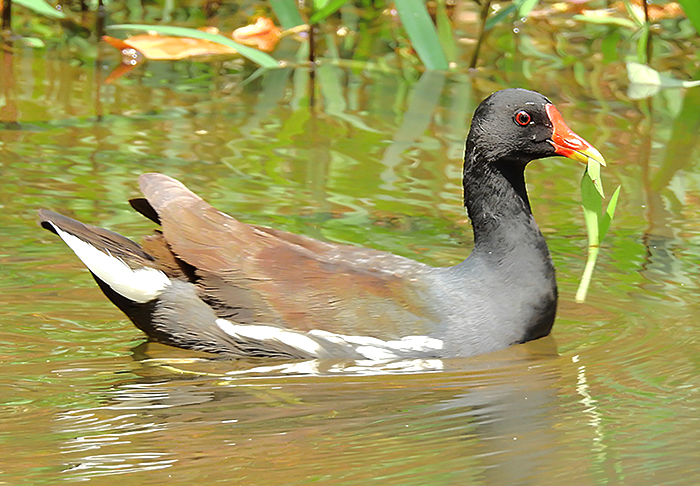
Gallinella d'acqua (Gallinula chloropus)

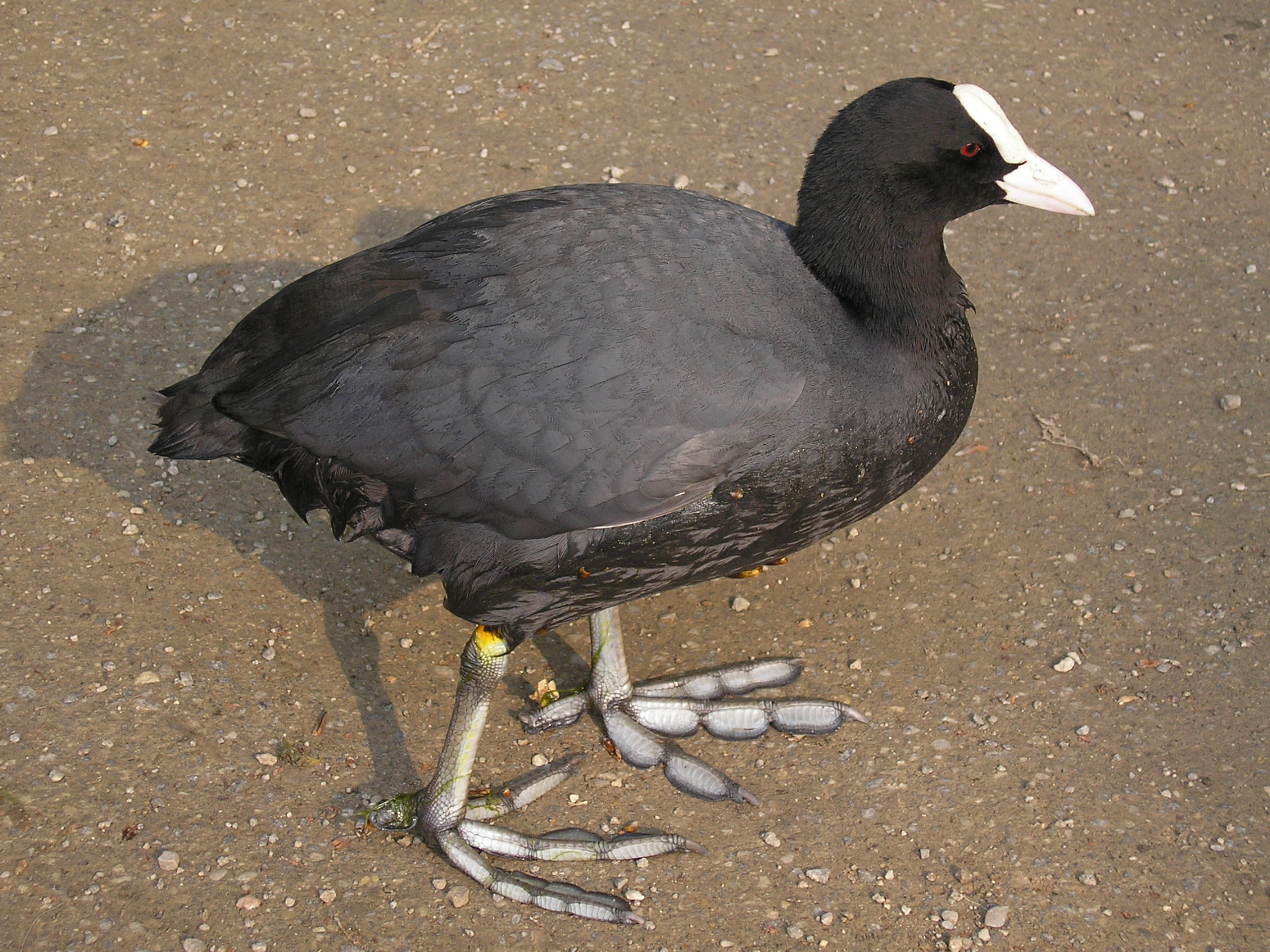
Folaga comune (Fulica atra)

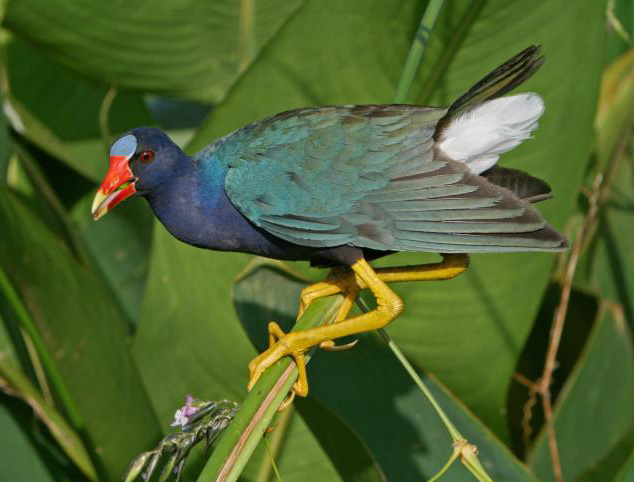
Pollo sultano americano (Porphyrio martinica)

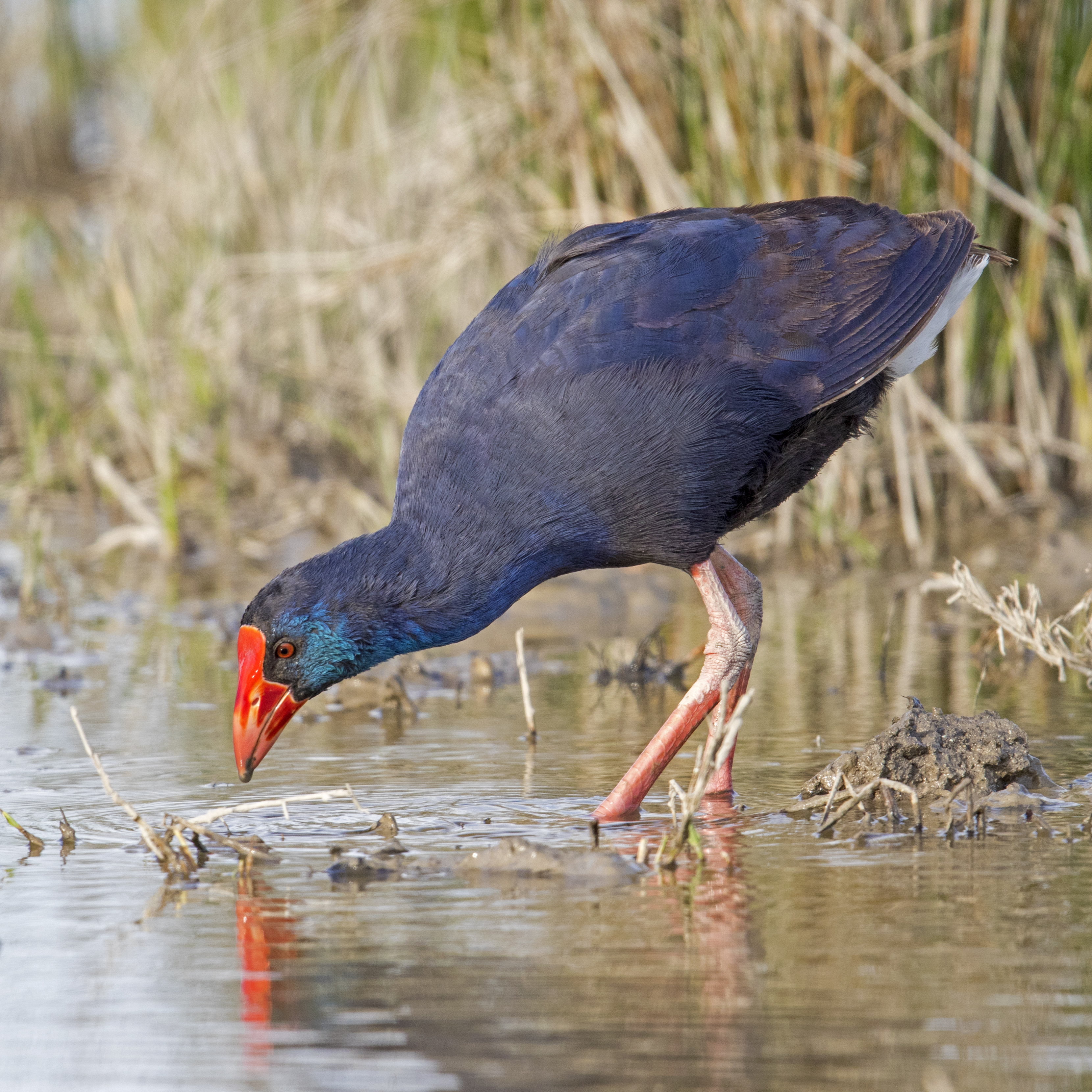
Pollo sultano (Porphyrio porphyrio)

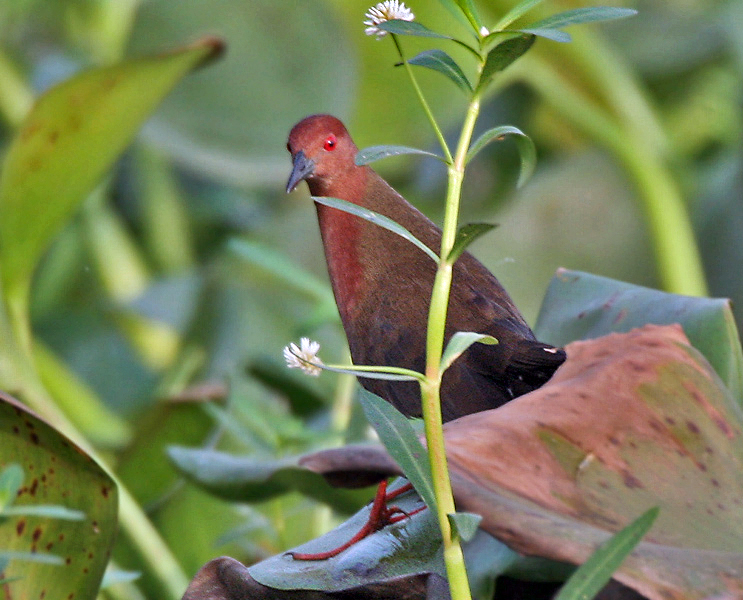
Schiribilla fosca (Zapornia fusca)

  - Mustelirallus albicollis (Vieillot, 1819) - schiribilla collobianco

- Genere Neocrex P. L. Sclater e Salvin, 1869
  - Neocrex erythrops (P. L. Sclater, 1867) - schiribilla beccorosso
  - Neocrex colombiana Bangs, 1898 - schiribilla colombiana

- Genere Cyanolimnas Barbour e J. L. Peters, 1927
  - Cyanolimnas cerverai Barbour e J. L. Peters, 1927 - rallo di Zapata

- Genere Pardirallus Bonaparte, 1856
  - Pardirallus maculatus (Boddaert, 1783) - rallo macchiato
  - Pardirallus nigricans (Vieillot, 1819) - rallo nerastro
  - Pardirallus sanguinolentus (Swainson, 1838) - rallo plumbeo

- Genere Amaurolimnas Sharpe, 1893
  - Amaurolimnas concolor (Gosse, 1847) - rallo unicolore

- Genere Aramides Pucheran, 1845
  - Aramides axillaris Lawrence, 1863 - rallo collorosso
  - Aramides mangle (von Spix, 1825) - rallo mangle
  - Aramides albiventris Lawrence, 1868 - rallo nucarossiccia
  - Aramides cajaneus (Statius Müller, 1776) - rallo della Cajenna
  - Aramides wolfi Berlepsch e Taczanowski, 1884 - rallo di Wolf
  - Aramides ypecaha (Vieillot, 1819) - rallo ypecaha
  - Aramides calopterus P. L. Sclater e Salvin, 1878 - rallo alirosse
  - Aramides saracura (von Spix, 1825) - rallo pettoardesia

- Genere Rallus Linnaeus, 1758
  - Rallus obsoletus Ridgway, 1874 - rallo di Ridgway
  - Rallus crepitans J.F.Gmelin, 1789 - rallo battente
  - Rallus tenuirostris Ridgway, 1874 - rallo azteco
  - Rallus longirostris Boddaert, 1783 - porciglione americano
  - Rallus elegans Audubon, 1834 - rallo reale
  - Rallus wetmorei Zimmer e Phelps, 1944 - rallo di Wetmore
  - Rallus limicola Vieillot, 1819 - porciglione della Virginia
  - Rallus semiplumbeus P. L. Sclater, 1856 - rallo di Bogotá
  - Rallus aequatorialis Sharpe, 1894 - rallo dell'Ecuador
  - Rallus antarcticus King, 1828 - rallo australe
  - Rallus aquaticus Linnaeus, 1758 - porciglione europeo
  - Rallus indicus Blyth, 1849 - rallo di Blyth
  - Rallus caerulescens J. F. Gmelin, 1789 - porciglione africano
  - Rallus madagascariensis J. Verreaux, 1833 - porciglione del Madagascar

- Genere Crecopsis Sharpe, 1893
  - Crecopsis egregia (W. Peters, 1854) - re di quaglie africano

- Genere Rougetius Bonaparte, 1856
  - Rougetius rougetii (Guérin-Méneville, 1843) - rallo di Rouget

- Genere Dryolimnas Sharpe, 1893
  - Dryolimnas cuvieri (Pucheran, 1845) - rallo di Cuvier
  - Dryolimnas augusti † Mourer-Chauviré, Bour, Ribes e Moutou, 1999 - rallo di Réunion

- Genere Crex Bechstein, 1803
  - Crex crex (Linnaeus, 1758) - re di quaglie

- Genere Aramidopsis Sharpe, 1893
  - Aramidopsis plateni (W. Blasius, 1886) - rallo di Platen

- Genere Lewinia G. R. Gray, 1855
  - Lewinia striata (Linnaeus, 1766) - rallo pettoblu
  - Lewinia mirifica (Parkes e Amadon, 1959) - rallo di Luzon
  - Lewinia pectoralis (Temminck, 1831) - rallo di Lewin
  - Lewinia muelleri (Rothschild, 1893) - rallo delle Auckland

- Genere Diaphorapteryx
  - Diaphorapteryx hawkinsi † (Forbes, HO, 1892) - rallo di Hawkins

- Genere Habroptila G. R. Gray, 1861
  - Habroptila wallacii G. R. Gray, 1861 - rallo di Wallace

- Genere Gallirallus Lafresnaye, 1841
  - Gallirallus calayanensis D. Allen, Oliveros, Espanola, Broad e Gonzalez, 2004 - rallo di Calayan
  - Gallirallus australis (Sparrman, 1786) - weka

- Genere Eulabeornis Gould, 1844
  - Eulabeornis castaneoventris Gould, 1844 - rallo pettocastano

- Genere Cabalus F. W. Hutton, 1874
  - Cabalus lafresnayanus J. Verreaux e Des Murs, 1860 - rallo di Lafresnaye
  - Cabalus modestus † (F. W. Hutton, 1872) - rallo delle Chatham

- Genere Hypotaenidia Reichenbach, 1853
  - Hypotaenidia okinawae (Yamashina e Mano, 1981) - rallo di Okinawa
  - Hypotaenidia torquata (Linnaeus, 1766) - rallo barrato
  - Hypotaenidia philippensis (Linnaeus, 1766) - rallo delle Filippine
  - Hypotaenidia owstoni (Rothschild, 1895) - rallo di Guam
  - Hypotaenidia insignis (P. L. Sclater, 1880) - rallo della Nuova Britannia
  - Hypotaenidia rovianae Diamond, 1991 - rallo roviana
  - Hypotaenidia woodfordi (Ogilvie-Grant, 1889) - rallo delle Salomone
  - Hypotaenidia poeciloptera † (Hartlaub, 1866) - rallo alibarrate
  - Hypotaenidia sylvestris (P. L. Sclater, 1870) - rallo di Lord Howe
  - Hypotaenidia dieffenbachii † (G. R. Gray, 1843) - rallo di Dieffenbach
  - Hypotaenidia pacifica † (J. F. Gmelin, 1789) - rallo di Tahiti
  - Hypotaenidia wakensis † (Rothschild, 1903) - rallo di Wake

- Genere Porphyriops Pucheran, 1845
  - Porphyriops melanops (Vieillot, 1819) - gallinella fianchi macchiati

- Genere Porzana Vieillot, 1816
  - Porzana carolina (Linnaeus, 1758) - voltolino americano
  - Porzana porzana (Linnaeus, 1766) - voltolino eurasiatico
  - Porzana fluminea Gould, 1843 - voltolino australiano

- Genere Tribonyx Du Bus de Gisignies, 1840
  - Tribonyx ventralis (Gould, 1837) - gallinella codanera australiana
  - Tribonyx mortierii Du Bus de Gisignies, 1840 - gallinella della Tasmania

- Genere Paragallinula Sangster, Garcia-R & Trewick, 2015
  - Paragallinula angulata (Sundevall, 1850) - gallinella d'acqua minore

- Genere Gallinula Brisson, 1760
  - Gallinula tenebrosa Gould, 1846 - gallinella tenebrosa
  - Gallinula galeata (Lichtenstein, 1818) - gallinella americana
  - Gallinula chloropus (Linnaeus, 1758) - gallinella d'acqua
  - Gallinula nesiotis † P. L. Sclater, 1861 - gallinella di Tristan da Cunha
  - Gallinula comeri (J. A. Allen, 1892) - gallinella di Gough
  - Gallinula silvestris (Mayr, 1933) - gallinella di San Cristobal
  - Gallinula pacifica † (Hartlaub e Finsch, 1871) - gallinella delle Samoa

- Genere Fulica Linnaeus, 1758
  - Fulica rufifrons Philippi e Landbeck, 1861 - folaga fronterossa
  - Fulica cornuta Bonaparte, 1853 - folaga cornuta
  - Fulica gigantea Eydoux e Souleyet, 1841 - folaga gigante
  - Fulica armillata Vieillot, 1817 - folaga armillata
  - Fulica atra Linnaeus, 1758 - folaga comune
  - Fulica cristata J. F. Gmelin, 1789 - folaga crestata
  - Fulica newtonii † Milne-Edwards, 1867 - folaga delle Mascarene
  - Fulica alai Peale, 1848 - folaga delle Hawaii
  - Fulica americana J. F. Gmelin, 1789 - folaga americana
  - Fulica ardesiaca Tschudi, 1843 - folaga delle Ande
  - Fulica leucoptera Vieillot, 1817 - folaga alibianche

- Genere Porphyrio Brisson, 1760
  - Porphyrio alleni Thomson, 1842 - pollo sultano di Allen
  - Porphyrio martinica (Linnaeus, 1766) - pollo sultano americano
  - Porphyrio flavirostris (J. F. Gmelin, 1789) - gallinella azzurra
  - Porphyrio porphyrio (Linnaeus, 1758) - pollo sultano
  - Porphyrio madagascariensis (Latham, 1802) - pollo sultano africano
  - Porphyrio poliocephalus (Latham, 1801) - pollo sultano testagrigia
  - Porphyrio indicus Horsfield, 1821- pollo sultano dorsonero
  - Porphyrio pulverulentus Temminck, 1826 - pollo sultano delle Filippine
  - Porphyrio melanotus Temminck, 1820 - pollo sultano australasiano
  - Porphyrio albus † (Shaw, 1790) - pollo sultano di Lord Howe
  - Porphyrio mantelli † (Owen, 1848) - takahe dell'Isola del Nord
  - Porphyrio hochstetteri (A. B. Meyer, 1883) - takahe dell'Isola del Sud

- Genere Micropygia Bonaparte, 1856
  - Micropygia schomburgkii (Cabanis, 1848) - schiribilla ocellata

- Genere Rufirallus Bonaparte, 1856
  - Rufirallus viridis (P. L. S. Müller, 1776) - schiribilla corona rossiccia
  - Rufirallus castaneiceps (P. L. Sclater e Salvin, 1869) - schiribilla testacastana

- Genere Coturnicops G. R. Gray, 1855
  - Coturnicops exquisitus (Swinhoe, 1873) - rallo di Swinhoe
  - Coturnicops noveboracensis (J. F. Gmelin, 1789) - rallo giallo
  - Coturnicops notatus (Gould, 1841) - rallo marezzato

- Genere Laterallus G. R. Gray, 1855
  - Laterallus flaviventer (Boddaert, 1783) - schiribilla pettogiallo
  - Laterallus jamaicensis (J. F. Gmelin, 1789) - schiribilla nera americana
  - Laterallus spilonota (Gould, 1841) - schiribilla delle Galápagos
  - Laterallus spiloptera Durnford, 1877 - schiribilla alipunteggiate
  - Laterallus rogersi Lowe, 1923 - rallo dell'isola Inaccessibile
  - Laterallus ruber (P. L. Sclater e Salvin, 1860) - schiribilla rossiccia
  - Laterallus melanophaius (Vieillot, 1819) - schiribilla fianchirossi
  - Laterallus levraudi (P. L. Sclater e Salvin, 1869) - schiribilla di Levraud
  - Laterallus xenopterus Conover, 1934 - schiribilla facciarossa
  - Laterallus leucopyrrhus (Vieillot, 1819) - schiribilla bianca e rossa
  - Laterallus exilis (Temminck, 1831) - schiribilla pettogrigio
  - Laterallus albigularis (Lawrence, 1861) - schiribilla golabianca
  - Laterallus fasciatus (P. L. Sclater e Salvin, 1868) - schiribilla fasciata

- Genere Mundia † Bourne, Ashmole e Simmons, 2003
  - Mundia elpenor † (Olson, 1973) - rallo di Ascensione

- Genere Aphanocrex † Wetmore, 1963
  - Aphanocrex podarces † Wetmore, 1963 - rallo di Sant'Elena

- Genere Zapornia (Swainson, 1837)
  - Zapornia flavirostra (Swainson, 1837) - gallinella nera
  - Zapornia olivieri (G. Grandidier e Berlioz, 1929) - gallinella di Olivier
  - Zapornia fusca (Linnaeus, 1766) - schiribilla fosca
  - Zapornia paykullii (Ljungh, 1813) - schiribilla fasciata
  - Zapornia bicolor Walden, 1872 - rallo di Elwes
  - Zapornia akool (Sykes, 1832) - rallo bruno
  - Zapornia pusilla (Pallas, 1776) - schiribilla grigiata
  - Zapornia astrictocarpus † Olson, 1973 - schiribilla di Sant'Elena
  - Zapornia parva (Scopoli, 1769) - schiribilla comune
  - Zapornia tabuensis (J. F. Gmelin, 1789) - schiribilla fuligginosa
  - Zapornia monasa † (Kittlitz, 1858) - schiribilla di Kosrae
  - Zapornia nigra † (J. F. Miller, 1784) - schiribilla di Tahiti
  - Zapornia atra North, 1908 - schiribilla di Henderson
  - Zapornia sandwichensis † (J. F. Gmelin, 1789) - schiribilla delle Hawaii
  - Zapornia palmeri † (Frohawk, 1892) - schiribilla di Laysan

- Genere Rallina G. R. Gray, 1846
  - Rallina eurizonoides (Lafresnaye, 1845) - rallina zampeardesia
  - Rallina canningi (Blyth, 1863) - rallina delle Andamane
  - Rallina fasciata (Raffles, 1822) - rallina fasciata
  - Rallina tricolor G. R. Gray, 1858 - rallina collorosso

- Genere Gymnocrex Salvadori, 1875
  - Gymnocrex rosenbergii (Schlegel, 1866) - rallo di Rosenberg
  - Gymnocrex talaudensis Lambert, 1998 - rallo delle Talaud
  - Gymnocrex plumbeiventris (G. R. Gray, 1862) - rallo ventreplumbeo

- Genere Himantornis Hartlaub, 1855
  - Himantornis haematopus Hartlaub, 1855 - rallo piedirossi

- Genere Megacrex d'Albertis e Salvadori, 1879
  - Megacrex inepta d'Albertis e Salvadori, 1879 - rallo di d'Albertis

- Genere Poliolimnas Sharpe, 1893
  - Poliolimnas cinereus (Vieillot, 1819) - schiribilla cenerina

- Genere Aenigmatolimnas J. L. Peters, 1932
  - Aenigmatolimnas marginalis (Hartlaub, 1857) - schiribilla striata

- Genere Gallicrex Blyth, 1852
  - Gallicrex cinerea (J. F. Gmelin, 1789) - gallo d'acqua

- Genere Amaurornis Reichenbach, 1853
  - Amaurornis phoenicurus (Pennant, 1769) - gallinella pettobianco
  - Amaurornis olivacea (Meyen, 1834) - gallinella olivacea
  - Amaurornis magnirostris Lambert, 1998 - gallinella delle Talaud
  - Amaurornis isabellina (Schlegel, 1865) - gallinella di Sulawesi
  - Amaurornis moluccana (Wallace, 1865) - gallinella di Wallace

- Genere Aphanapteryx † Frauenfeld, 1868
  - Aphanapteryx bonasia † (de Sélys-Longchamps, 1848) - rallo rosso

- Genere Erythromachus † Milne-Edwards, 1873
  - Erythromachus leguati † Milne-Edwards, 1874 - rallo di Rodrigues

## Conservazione

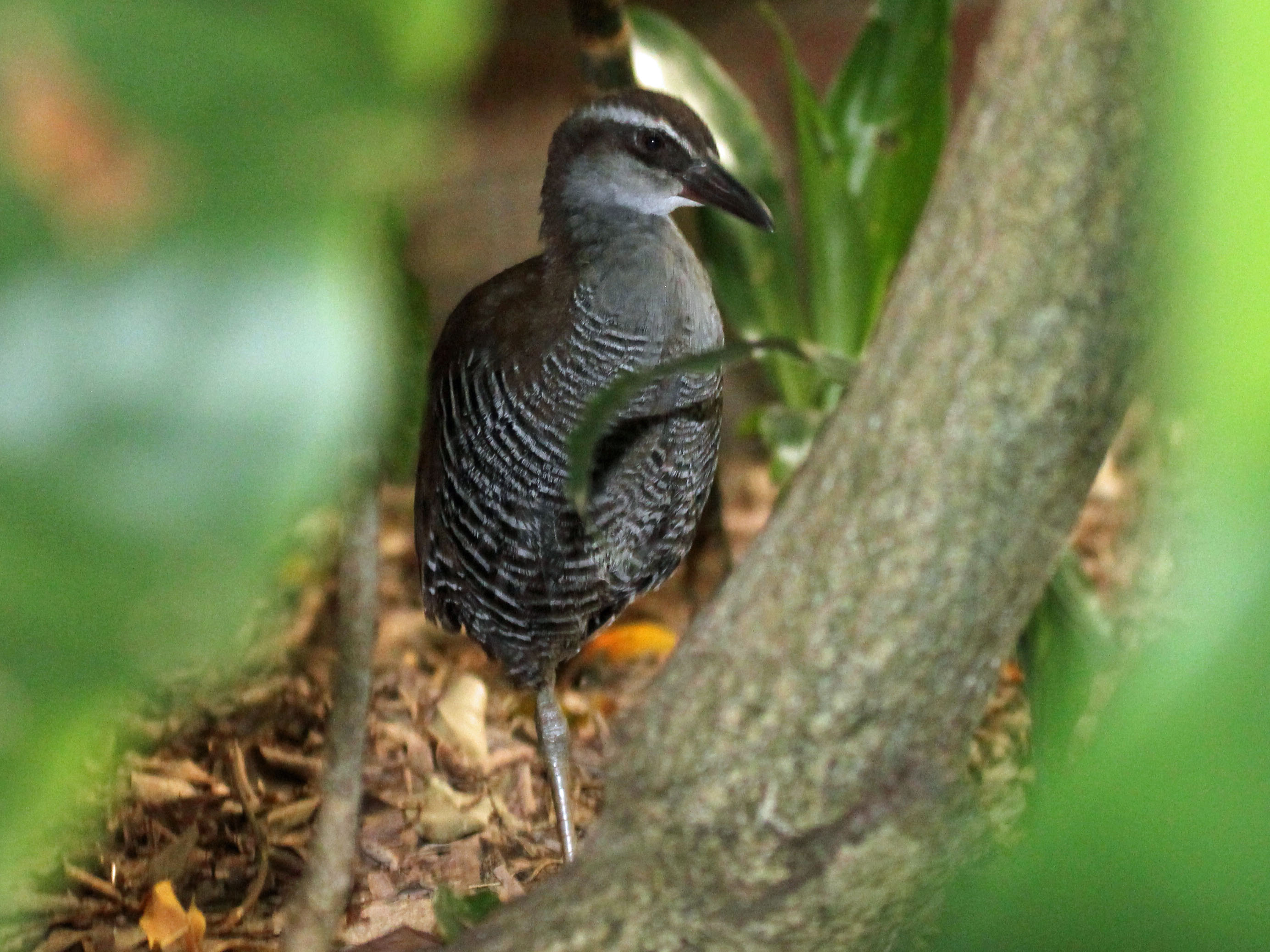
Il rallo di Guam (Gallirallus owstoni) è un esempio di specie insulare che ha sofferto molto a causa delle specie introdotte.

Alcuni dei ralli più grandi e numerosi vengono cacciati per la loro carne e le loro uova sono raccolte a scopo alimentare. Il rallo di Wake venne cacciato fino all'estinzione da un'affamata guarnigione giapponese dopo che l'isola fu tagliata fuori dall'approvvigionamento di viveri durante la seconda guerra mondiale.
Almeno due specie - la gallinella d'acqua e il pollo sultano americano - sono considerate nocive.

### Minacce
A causa della loro tendenza a perdere la capacità di volare, molte specie insulari non sono state in grado di competere con le specie introdotte. La serie di estinzioni causate dall'uomo più drammatica avvenne nell'oceano Pacifico, quando l'uomo colonizzò le isole di Melanesia, Polinesia e Micronesia, provocando l'estinzione di 750-1 800 specie di uccelli, metà delle quali erano ralli. Alcune specie che vennero portate al limite dell'estinzione, come il rallo di Lord Howe e il takahe, stanno pian piano riprendendosi di nuovo grazie agli sforzi delle organizzazioni conservative. Il rallo di Guam si avvicinò moltissimo all'estinzione quando su quest'isola furono introdotti i serpenti arboricoli bruni, ma alcuni degli ultimi individui rimasti vennero allevati in cattività, dove si sono riprodotti bene, sebbene i tentativi di reintroduzione in natura abbiano ottenuto scarsi risultati.